# Copa del Rey de fútbol 1996-97
La Copa del Rey de Fútbol 1996-97 es la edición número 93 de dicha competición española. Se disputó con la participación de equipos de las divisiones Primera, Segunda y Segunda B, excepto los equipos filiales de otros clubes aunque jueguen en dichas categorías.
El campeón fue el Barcelona, por 23.ª vez en su historia al vencer en la final disputada en el Estadio Santiago Bernabéu al Real Betis por 3 goles a 2.

## Primera ronda

### Cuadro
| Equipo 1                        | Agr. | Equipo 2            | Ida | Vuelta |
| ------------------------------- | ---- | ------------------- | --- | ------ |
| Racing C. de Ferrol             | 2-1  | C. D. Orense        | 1-1 | 1-0    |
| Real Avilés Industrial          | 6-1  | C. Marino de Luanco | 3-1 | 3-0    |
| Cultural D. Leonesa             | 0-3  | Deportivo Alavés    | 0-1 | 0-2    |
| S. D. Gernika Club              | 2-6  | S. D. Eibar         | 2-2 | 0-4    |
| R. S. Gimnástica de Torrelavega | 0-3  | C. Atlético Osasuna | 0-1 | 0-2    |
| Barakaldo C. F.                 | 2-2  | Real Unión Club     | 1-2 | 1-0    |
| C. Gimnàstic de Tarragona       | 2-6  | U. E. Lleida        | 0-2 | 2-4    |
| Terrassa F. C.                  | 2-0  | U. E. Figueres      | 1-0 | 1-0    |
| Talavera C. F.                  | 3-2  | C. D. Badajoz       | 0-1 | 3-1    |
| C. D. Carabanchel               | 1-4  | C. D. Leganés       | 1-2 | 0-2    |
| C. P. Cacereño                  | 2-7  | C. P. Mérida        | 1-5 | 1-2    |
| Getafe C. F.                    | 2-2  | C. D. Toledo        | 2-2 | 0-0    |
| C. D. Manchego                  | 1-2  | U. D. Salamanca     | 0-0 | 1-2    |
| C. F. Gandía                    | 3-9  | R. C. D. Mallorca   | 1-4 | 2-5    |
| Llíria C. F.                    | 1-5  | Villarreal C. F.    | 0-3 | 1-2    |
| Real Murcia C. F.               | 1-3  | Albacete Balompié   | 1-1 | 0-2    |
| Elche C. F.                     | 0-1  | A. D. Mar Menor     | 0-0 | 0-1    |
| C. D. Mensajero                 | 0-2  | Almería C. F.       | 0-1 | 0-1    |
| Real Jaén C. F.                 | 1-4  | U. D. Las Palmas    | 0-1 | 1-3    |
| C. Atlético Marbella            | 2-4  | Écija Balompié      | 1-2 | 1-2    |
| Málaga C. F.                    | 1-0  | U. D. Realejos      | 1-0 | 0-0    |
| Guadix C. F.                    | 0-1  | Granada C. F.       | 0-1 | 0-0    |
| Córdoba C. F.                   | 1-2  | C. P. Ejido         | 0-1 | 1-1    |
| C. D. Castellón                 | 1-6  | Levante U. D.       | 0-3 | 1-3    |

1. ↑  El Sestao S. C., que había sido sorteado para disputar la primera ronda de la Copa del Rey, se retiró de la competición tras su desaparición en agosto de 1996. De esta manera el Zalla U. C. pasó directamente a Segunda ronda.

### Partidos
| Ida; 4 de septiembre de 1996 | Racing C. de Ferrol | 1-1 | C. D. Orense |  |  |

| Vuelta; 19 de septiembre de 1996 | C. D. Orense | 0-1 (Global 1-2) | Racing C. de Ferrol |  |  |

| Ida; 4 de septiembre de 1996 | Real Avilés Industrial | 3-1 | C. Marino de Luanco |  |  |

| Vuelta; 19 de septiembre de 1996 | C. Marino de Luanco | 0-3 (Global 1-6) | Real Avilés Industrial |  |  |

| Ida; 4 de septiembre de 1996 | Cultural D. Leonesa | 0-1 | Deportivo Alavés |  |  |

| Vuelta; 18 de septiembre de 1996 | Deportivo Alavés | 2-0 (Global 3-0) | Cultural D. Leonesa |  |  |

| Ida; 4 de septiembre de 1996 | S. D. Gernika Club | 2-2 | S. D. Eibar |  |  |

| Vuelta; 18 de septiembre de 1996 | S. D. Eibar | 4-0 (Global 6-2) | S. D. Gernika Club |  |  |

| Ida; 4 de septiembre de 1996 | R. S. Gimnástica de Torrelavega | 0-1 | C. Atlético Osasuna |  |  |

| Vuelta; 19 de septiembre de 1996 | C. Atlético Osasuna | 2-0 (Global 3-0) | R. S. Gimnástica de Torrelavega |  |  |

| Ida; 4 de septiembre de 1996 | Barakaldo C. F. | 1-2 | Real Unión Club |  |  |

| Vuelta; 18 de septiembre de 1996 | Real Unión Club | 0-1 (Global 2-2) | Barakaldo C. F. |  |  |

| Ida; 4 de septiembre de 1996 | C. Gimnàstic de Tarragona | 0-2 | U. E. Lleida |  |  |

| Vuelta; 18 de septiembre de 1996 | U. E. Lleida | 4-2 (Global 6-2) | C. Gimnàstic de Tarragona |  |  |

| Ida; 4 de septiembre de 1996 | Terrassa F. C. | 1-0 | U. E. Figueres |  |  |

| Vuelta; 19 de septiembre de 1996 | U. E. Figueres | 0-1 (Global 0-2) | Terrassa F. C. |  |  |

| Ida; 4 de septiembre de 1996 | Talavera C. F. | 0-1 | C. D. Badajoz |  |  |

| Vuelta; 19 de septiembre de 1996 | C. D. Badajoz | 1-3 (Global 2-3) | Talavera C. F. |  |  |

| Ida; 4 de septiembre de 1996 | C. D. Carabanchel | 1-2 | C. D. Leganés |  |  |

| Vuelta; 19 de septiembre de 1996 | C. D. Leganés | 2-0 (Global 4-1) | C. D. Carabanchel |  |  |

| Ida; 4 de septiembre de 1996 | C. P. Cacereño | 1-5 | C. P. Mérida |  |  |

| Vuelta; 18 de septiembre de 1996 | C. P. Mérida | 2-1 (Global 7-2) | C. P. Cacereño |  |  |

| Ida; 4 de septiembre de 1996 | Getafe C. F. | 2-2 | C. D. Toledo |  |  |

| Vuelta; 18 de septiembre de 1996 | C. D. Toledo | 0-0 (Global 2-2) | Getafe C. F. |  |  |

| Ida; 4 de septiembre de 1996 | C. D. Manchego | 0-0 | U. D. Salamanca |  |  |

| Vuelta; 18 de septiembre de 1996 | U. D. Salamanca | 2-1 (Global 2-1) | C. D. Manchego |  |  |

| Ida; 4 de septiembre de 1996 | C. F. Gandía | 1-4 | R. C. D. Mallorca |  |  |

| Vuelta; 19 de septiembre de 1996 | R. C. D. Mallorca | 5-2 (Global 9-3) | C. F. Gandía |  |  |

| Ida; 4 de septiembre de 1996 | Llíria C. F. | 0-3 | Villarreal C. F. |  |  |

| Vuelta; 18 de septiembre de 1996 | Villarreal C. F. | 2-1 (Global 5-1) | Llíria C. F. |  |  |

| Ida; 4 de septiembre de 1996 | Real Murcia C. F. | 1-1 | Albacete Balompié |  |  |

| Vuelta; 19 de septiembre de 1996 | Albacete Balompié | 2-0 (Global 3-1) | Real Murcia C. F. |  |  |

| Ida; 4 de septiembre de 1996 | Elche C. F. | 0-0 | A. D. Mar Menor |  |  |

| Vuelta; 19 de septiembre de 1996 | A. D. Mar Menor | 1-0 (Global 1-0) | Elche C. F. |  |  |

| Ida; 4 de septiembre de 1996 | C. D. Mensajero | 0-1 | Almería C. F. |  |  |

| Vuelta; 19 de septiembre de 1996 | Almería C. F. | 1-0 (Global 2-0) | C. D. Mensajero |  |  |

| Ida; 4 de septiembre de 1996 | Real Jaén C. F. | 0-1 | U. D. Las Palmas |  |  |

| Vuelta; 19 de septiembre de 1996 | U. D. Las Palmas | 3-1 (Global 4-1) | Real Jaén C. F. |  |  |

| Ida; 4 de septiembre de 1996 | C. Atlético Marbella | 1-2 | Écija Balompié |  |  |

| Vuelta; 18 de septiembre de 1996 | Écija Balompié | 2-1 (Global 4-2) | C. Atlético Marbella |  |  |

| Ida; 4 de septiembre de 1996 | Málaga C. F. | 1-0 | U. D. Realejos |  |  |

| Vuelta; 19 de septiembre de 1996 | U. D. Realejos | 0-0 (Global 0-1) | Málaga C. F. |  |  |

| Ida; 4 de septiembre de 1996 | Guadix C. F. | 0-1 | Granada C. F. |  |  |

| Vuelta; 19 de septiembre de 1996 | Granada C. F. | 0-0 (Global 1-0) | Guadix C. F. |  |  |

| Ida; 4 de septiembre de 1996 | Córdoba C. F. | 0-1 | C. P. Ejido |  |  |

| Vuelta; 19 de septiembre de 1996 | C. P. Ejido | 1-1 (Global 2-1) | Córdoba C. F. |  |  |

| Ida; 4 de septiembre de 1996 | C. D. Castellón | 0-3 | Levante U. D. |  |  |

| Vuelta; 18 de septiembre de 1996 | Levante U. D. | 3-1 (Global 6-1) | C. D. Castellón |  |  |

## Segunda ronda

### Cuadro
| Equipo 1               | Agr.           | Equipo 2                     | Ida | Vuelta |
| ---------------------- | -------------- | ---------------------------- | --- | ------ |
| Racing C. de Ferrol    | 2-4            | R. C. Celta de Vigo          | 1-3 | 1-1    |
| Real Avilés Industrial | 1-8            | Real Oviedo                  | 1-5 | 0-3    |
| Zalla U. C.            | 1-5            | Athletic Club                | 0-3 | 1-2    |
| C. Atlético Osasuna    | 2-1            | Real Sociedad de F.          | 1-0 | 1-1    |
| S. D. Eibar            | 1-1            | R. Racing C. de Santander    | 1-1 | 0-0    |
| Deportivo Alavés       | 1-1            | C. D. Logroñés               | 1-1 | 0-0    |
| Real Unión Club        | 1-6            | Real Zaragoza C. D.          | 0-4 | 1-2    |
| Albacete Balompié      | 1-5            | Rayo Vallecano de Madrid     | 0-0 | 1-5    |
| C. D. Leganés          | 1-2            | S. D. Compostela             | 1-1 | 0-1    |
| U. D. Salamanca        | 0-4            | Real Madrid C. F.            | 0-2 | 0-2    |
| Talavera C. F.         | 1-4            | Real Valladolid C. F.        | 0-3 | 1-1    |
| R. C. D. Mallorca      | 1-3            | R. C. Deportivo de La Coruña | 1-0 | 0-3    |
| C. D. Toledo           | 0-1            | R. Sporting de Gijón         | 0-0 | 0-1    |
| C. P. Mérida           | 2-5            | C. F. Extremadura            | 1-0 | 1-5    |
| Málaga C. F.           | 0-1            | Sevilla F. C.                | 0-1 | 0-0    |
| Écija Balompié         | 1-4            | Real Betis Balompié          | 1-2 | 0-2    |
| C. P. Ejido            | 0-0 (3-4 pen.) | Granada C. F.                | 0-0 | 0-0    |
| U. D. Las Palmas       | 5-2            | Almería C. F.                | 2-0 | 3-2    |
| Terrassa F. C.         | 1-2            | U. E. Lleida                 | 1-0 | 0-2    |
| Levante U. D.          | 1-2            | Hércules C. F.               | 1-0 | 0-2    |
| A. D. Mar Menor        | 0-3            | Villarreal C. F.             | 0-1 | 0-2    |

### Partidos
| Ida; 6 de noviembre de 1996 | Racing C. de Ferrol | 1-3 | R. C. Celta de Vigo |  |  |

| Vuelta; 27 de noviembre de 1996 | R. C. Celta de Vigo | 1-1 (Global 4-2) | Racing C. de Ferrol |  |  |

| Ida; 6 de noviembre de 1996 | Real Avilés Industrial | 1-5 | Real Oviedo |  |  |

| Vuelta; 27 de noviembre de 1996 | Real Oviedo | 3-0 (Global 8-1) | Real Avilés Industrial |  |  |

| Ida; 6 de noviembre de 1996 | Zalla U. C. | 0-3 | Athletic Club |  |  |

| Vuelta; 27 de noviembre de 1996 | Athletic Club | 2-1 (Global 5-1) | Zalla U. C. |  |  |

| Ida; 5 de noviembre de 1996 | C. Atlético Osasuna | 1-0 | Real Sociedad de F. |  |  |

| Vuelta; 27 de noviembre de 1996 | Real Sociedad de F. | 1-1 (Global 1-2) | C. Atlético Osasuna |  |  |

| Ida; 6 de noviembre de 1996 | S. D. Eibar | 1-1 | R. Racing C. de Santander |  |  |

| Vuelta; 27 de noviembre de 1996 | R. Racing C. de Santander | 0-0 (Global 1-1) | S. D. Eibar |  |  |

| Ida; 6 de noviembre de 1996 | Deportivo Alavés | 1-1 | C. D. Logroñés |  |  |

| Vuelta; 27 de noviembre de 1996 | C. D. Logroñés | 0-0 (Global 1-1) | Deportivo Alavés |  |  |

| Ida; 6 de noviembre de 1996 | Real Unión Club | 0-4 | Real Zaragoza C. D. |  |  |

| Vuelta; 27 de noviembre de 1996 | Real Zaragoza C. D. | 2-1 (Global 6-1) | Real Unión Club |  |  |

| Ida; 6 de noviembre de 1996 | Albacete Balompié | 0-0 | Rayo Vallecano de Madrid |  |  |

| Vuelta; 27 de noviembre de 1996 | Rayo Vallecano de Madrid | 5-1 (Global 5-1) | Albacete Balompié |  |  |

| Ida; 6 de noviembre de 1996 | C. D. Leganés | 1-1 | S. D. Compostela |  |  |

| Vuelta; 27 de noviembre de 1996 | S. D. Compostela | 1-0 (Global 2-1) | C. D. Leganés |  |  |

| Ida; 6 de noviembre de 1996 | U. D. Salamanca | 0-2 | Real Madrid C. F. |  |  |

| Vuelta; 27 de noviembre de 1996 | Real Madrid C. F. | 2-0 (Global 4-0) | U. D. Salamanca |  |  |

| Ida; 6 de noviembre de 1996 | Talavera C. F. | 0-3 | Real Valladolid C. F. |  |  |

| Vuelta; 27 de noviembre de 1996 | Real Valladolid C. F. | 1-1 (Global 4-1) | Talavera C. F. |  |  |

| Ida; 6 de noviembre de 1996 | R. C. D. Mallorca | 1-0 | R. C. Deportivo de La Coruña |  |  |

| Vuelta; 27 de noviembre de 1996 | R. C. Deportivo de La Coruña | 3-0 (Global 3-1) | R. C. D. Mallorca |  |  |

| Ida; 7 de noviembre de 1996 | C. D. Toledo | 0-0 | R. Sporting de Gijón |  |  |

| Vuelta; 27 de noviembre de 1996 | R. Sporting de Gijón | 1-0 (Global 1-0) | C. D. Toledo |  |  |

| Ida; 6 de noviembre de 1996 | C. P. Mérida | 1-0 | C. F. Extremadura |  |  |

| Vuelta; 27 de noviembre de 1996 | C. F. Extremadura | 5-1 (Global 5-2) | C. P. Mérida |  |  |

| Ida; 6 de noviembre de 1996 | Málaga C. F. | 0-1 | Sevilla F. C. |  |  |

| Vuelta; 27 de noviembre de 1996 | Sevilla F. C. | 0-0 (Global 1-0) | Málaga C. F. |  |  |

| Ida; 6 de noviembre de 1996 | Écija Balompié | 1-2 | Real Betis Balompié |  |  |

| Vuelta; 27 de noviembre de 1996 | Real Betis Balompié | 2-0 (Global 4-1) | Écija Balompié |  |  |

| Ida; 6 de noviembre de 1996 | C. P. Ejido | 0-0 | Granada C. F. |  |  |

| Vuelta; 27 de noviembre de 1996 | Granada C. F. | 0-0 (Global 0-0 (4-3 pen.) | C. P. Ejido |  |  |

| Ida; 6 de noviembre de 1996 | U. D. Las Palmas | 2-0 | Almería C. F. |  |  |

| Vuelta; 27 de noviembre de 1996 | Almería C. F. | 2-3 (Global 2-5) | U. D. Las Palmas |  |  |

| Ida; 6 de noviembre de 1996 | Terrassa F. C. | 1-0 | U. E. Lleida |  |  |

| Vuelta; 27 de noviembre de 1996 | U. E. Lleida | 2-0 (Global 2-1) | Terrassa F. C. |  |  |

| Ida; 6 de noviembre de 1996 | Levante U. D. | 1-0 | Hércules C. F. |  |  |

| Vuelta; 27 de noviembre de 1996 | Hércules C. F. | 2-0 (Global 2-1) | Levante U. D. |  |  |

| Ida; 6 de noviembre de 1996 | A. D. Mar Menor | 0-1 | Villarreal C. F. |  |  |

| Vuelta; 27 de noviembre de 1996 | Villarreal C. F. | 2-0 (Global 3-0) | A. D. Mar Menor |  |  |

## Tercera ronda

### Cuadro
| Equipo 1                       | Agr.           | Equipo 2                     | Ida | Vuelta |
| ------------------------------ | -------------- | ---------------------------- | --- | ------ |
| Sevilla F. C.                  | 2-2 (1-3 pen.) | R. C. Deportivo de La Coruña | 2-0 | 0-2    |
| R. C. D. Espanyol de Barcelona | 6-3            | R. Sporting de Gijón         | 4-1 | 2-2    |
| Real Oviedo                    | 1-3            | S. D. Compostela             | 1-0 | 0-3    |
| Real Madrid C. F.              | 4-1            | Real Valladolid C. F.        | 2-1 | 2-0    |
| Granada C. F.                  | 0-4            | Real Betis Balompié          | 0-1 | 0-3    |
| C. Atlético Osasuna            | 4-5            | Rayo Vallecano de Madrid     | 3-2 | 1-3    |
| Real Zaragoza C. D.            | 1-2            | R. Racing C. de Santander    | 1-1 | 0-1    |
| Villarreal C. F.               | 2-3            | Athletic Club                | 0-1 | 2-2    |
| U. E. Lleida                   | 2-2            | Hércules C. F.               | 1-0 | 1-2    |
| R. C. Celta de Vigo            | 4-2            | C. D. Logroñés               | 2-0 | 2-2    |

1. ↑  Exentos: U. D. Las Palmas y C. F. Extremadura

### Partidos
| Ida; 8 de enero de 1997 | Sevilla F. C. | 2-0 | R. C. Deportivo de La Coruña |  |  |

| Vuelta; 16 de enero de 1997 | R. C. Deportivo de La Coruña | 2-0 (Global 2-2 (3-1 pen.)) | Sevilla F. C. |  |  |

| Ida; 8 de enero de 1997 | R. C. D. Espanyol de Barcelona | 4-1 | R. Sporting de Gijón |  |  |

| Vuelta; 15 de enero de 1997 | R. Sporting de Gijón | 2-2 (Global 3-6) | R. C. D. Espanyol de Barcelona |  |  |

| Ida; 8 de enero de 1997 | Real Oviedo | 1-0 | S. D. Compostela |  |  |

| Vuelta; 15 de enero de 1997 | S. D. Compostela | 3-0 (Global 3-1) | Real Oviedo |  |  |

| Ida; 9 de enero de 1997 | Real Madrid C. F. | 2-1 | Real Valladolid C. F. |  |  |

| Vuelta; 15 de enero de 1997 | Real Valladolid C. F. | 0-2 (Global 1-4) | Real Madrid C. F. |  |  |

| Ida; 8 de enero de 1997 | Granada C. F. | 0-1 | Real Betis Balompié |  |  |

| Vuelta; 15 de enero de 1997 | Real Betis Balompié | 3-0 (Global 4-0) | Granada C. F. |  |  |

| Ida; 8 de enero de 1997 | C. Atlético Osasuna | 3-2 | Rayo Vallecano de Madrid |  |  |

| Vuelta; 15 de enero de 1997 | Rayo Vallecano de Madrid | 3-1 (Global 5-4) | C. Atlético Osasuna |  |  |

| Ida; 8 de enero de 1997 | Real Zaragoza C. D. | 1-1 | R. Racing C. de Santander |  |  |

| Vuelta; 15 de enero de 1997 | R. Racing C. de Santander | 1-0 (Global 2-1) | Real Zaragoza C. D. |  |  |

| Ida; 8 de enero de 1997 | Villarreal C. F. | 0-1 | Athletic Club |  |  |

| Vuelta; 15 de enero de 1997 | Athletic Club | 2-2 (Global 3-2) | Villarreal C. F. |  |  |

| Ida; 16 de enero de 1997 | U. E. Lleida | 1-0 | Hércules C. F. |  |  |

| Vuelta; 22 de enero de 1997 | Hércules C. F. | 2-1 (Global 2-2) | U. E. Lleida |  |  |

| Ida; 8 de enero de 1997 | R. C. Celta de Vigo | 2-0 | C. D. Logroñés |  |  |

| Vuelta; 15 de enero de 1997 | C. D. Logroñés | 2-2 (Global 2-4) | R. C. Celta de Vigo |  |  |

## Fase final (cuadro)
|  | Octavos de final   | Octavos de final | Octavos de final | Octavos de final |   |                     | Cuartos de final | Cuartos de final | Cuartos de final | Cuartos de final |  |            | Semifinales | Semifinales | Semifinales | Semifinales |           |           | Final     | Final | Final | Final |
|  |                    |                  |                  |                  |   |                     |                  |                  |                  |                  |  |            |             |             |             |             |           |           |           |       |       |       |
|  | Las Palmas         | 0                | 2                | 2 (5)            |   |                     |                  |                  |                  |                  |  |            |             |             |             |             |           |           |           |       |       |       |
|  | Valencia           | 2                | 0                | 2 (3)            |   |                     |                  |                  |                  |                  |  |            |             |             |             |             |           |           |           |       |       |       |
|  | Valencia           | 2                | 0                | 2 (3)            |   | Las Palmas          | 0                | 1                | 1                |                  |  |            |             |             |             |             |           |           |           |       |       |       |
|  |                    |                  |                  |                  |   | Las Palmas          | 0                | 1                | 1                |                  |  |            |             |             |             |             |           |           |           |       |       |       |
|  |                    | Espanyol         | 0                | 1                | 1 |                     |                  |                  |                  |                  |  |            |             |             |             |             |           |           |           |       |       |       |
|  | Dep. La Coruña     | Espanyol         | 0                | 1                | 1 | 2                   | 0                | 2                |                  |                  |  |            |             |             |             |             |           |           |           |       |       |       |
|  | Dep. La Coruña     |                  |                  |                  |   | 2                   | 0                | 2                |                  |                  |  |            |             |             |             |             |           |           |           |       |       |       |
|  | Espanyol           | 2                | 0                | 2                |   |                     |                  |                  |                  |                  |  |            |             |             |             |             |           |           |           |       |       |       |
|  | Espanyol           | 2                | 0                | 2                |   |                     |                  |                  |                  |                  |  | Las Palmas | 0           | 0           | 0           |             |           |           |           |       |       |       |
|  |                    |                  |                  |                  |   |                     |                  |                  |                  |                  |  | Las Palmas | 0           | 0           | 0           |             |           |           |           |       |       |       |
|  |                    | Barcelona        | 4                | 3                | 7 |                     |                  |                  |                  |                  |  |            |             |             |             |             |           |           |           |       |       |       |
|  | Atlético de Madrid | Barcelona        | 4                | 3                | 7 | 2                   | 3                | 5                |                  |                  |  |            |             |             |             |             |           |           |           |       |       |       |
|  | Atlético de Madrid |                  |                  |                  |   | 2                   | 3                | 5                |                  |                  |  |            |             |             |             |             |           |           |           |       |       |       |
|  | Compostela         | 0                | 2                | 2                |   |                     |                  |                  |                  |                  |  |            |             |             |             |             |           |           |           |       |       |       |
|  | Compostela         | 0                | 2                | 2                |   | Atlético de Madrid  | 2                | 4                | 6                |                  |  |            |             |             |             |             |           |           |           |       |       |       |
|  |                    |                  |                  |                  |   | Atlético de Madrid  | 2                | 4                | 6                |                  |  |            |             |             |             |             |           |           |           |       |       |       |
|  |                    | Barcelona        | 2                | 5                | 7 |                     |                  |                  |                  |                  |  |            |             |             |             |             |           |           |           |       |       |       |
|  | Barcelona          | Barcelona        | 2                | 5                | 7 | 3                   | 1                | 4                |                  |                  |  |            |             |             |             |             |           |           |           |       |       |       |
|  | Barcelona          |                  |                  |                  |   | 3                   | 1                | 4                |                  |                  |  |            |             |             |             |             |           |           |           |       |       |       |
|  | Real Madrid        | 2                | 1                | 3                |   |                     |                  |                  |                  |                  |  |            |             |             |             |             |           |           |           |       |       |       |
|  | Real Madrid        | 2                | 1                | 3                |   |                     |                  |                  |                  |                  |  |            |             |             |             |             | Barcelona | Barcelona | Barcelona | 3     |       |       |
|  |                    |                  |                  |                  |   |                     |                  |                  |                  |                  |  |            |             |             |             |             |           | Barcelona | Barcelona | 3     |       |       |
|  |                    | Real Betis       | Real Betis       | Real Betis       | 2 |                     |                  |                  |                  |                  |  |            |             |             |             |             |           |           |           |       |       |       |
|  | Tenerife           | Real Betis       | Real Betis       | Real Betis       | 2 | 0                   | 0                | 0                |                  |                  |  |            |             |             |             |             |           |           |           |       |       |       |
|  | Tenerife           |                  |                  |                  |   | 0                   | 0                | 0                |                  |                  |  |            |             |             |             |             |           |           |           |       |       |       |
|  | Real Betis         | 2                | 3                | 5                |   |                     |                  |                  |                  |                  |  |            |             |             |             |             |           |           |           |       |       |       |
|  | Real Betis         | 2                | 3                | 5                |   | Real Betis          | 2                | 2                | 4                |                  |  |            |             |             |             |             |           |           |           |       |       |       |
|  |                    |                  |                  |                  |   | Real Betis          | 2                | 2                | 4                |                  |  |            |             |             |             |             |           |           |           |       |       |       |
|  |                    | Rayo Vallecano   | 0                | 1                | 1 |                     |                  |                  |                  |                  |  |            |             |             |             |             |           |           |           |       |       |       |
|  | Rayo Vallecano     | Rayo Vallecano   | 0                | 1                | 1 | 2                   | 2                | 4                |                  |                  |  |            |             |             |             |             |           |           |           |       |       |       |
|  | Rayo Vallecano     |                  |                  |                  |   | 2                   | 2                | 4                |                  |                  |  |            |             |             |             |             |           |           |           |       |       |       |
|  | Extremadura        | 2                | 1                | 3                |   |                     |                  |                  |                  |                  |  |            |             |             |             |             |           |           |           |       |       |       |
|  | Extremadura        | 2                | 1                | 3                |   |                     |                  |                  |                  |                  |  | Real Betis | 1           | 1           | 2           |             |           |           |           |       |       |       |
|  |                    |                  |                  |                  |   |                     |                  |                  |                  |                  |  | Real Betis | 1           | 1           | 2           |             |           |           |           |       |       |       |
|  |                    | Celta de Vigo    | 0                | 1                | 1 |                     |                  |                  |                  |                  |  |            |             |             |             |             |           |           |           |       |       |       |
|  | R. de Santander    | Celta de Vigo    | 0                | 1                | 1 | 1                   | 1                | 2                |                  |                  |  |            |             |             |             |             |           |           |           |       |       |       |
|  | R. de Santander    |                  |                  |                  |   | 1                   | 1                | 2                |                  |                  |  |            |             |             |             |             |           |           |           |       |       |       |
|  | Athletic Club      | 0                | 1                | 1                |   |                     |                  |                  |                  |                  |  |            |             |             |             |             |           |           |           |       |       |       |
|  | Athletic Club      | 0                | 1                | 1                |   | Racing de Santander | 1                | 0                | 1                |                  |  |            |             |             |             |             |           |           |           |       |       |       |
|  |                    |                  |                  |                  |   | Racing de Santander | 1                | 0                | 1                |                  |  |            |             |             |             |             |           |           |           |       |       |       |
|  |                    | Celta de Vigo    | 2                | 1                | 3 |                     |                  |                  |                  |                  |  |            |             |             |             |             |           |           |           |       |       |       |
|  | Lleida             | Celta de Vigo    | 2                | 1                | 3 | 1                   | 0                | 1                |                  |                  |  |            |             |             |             |             |           |           |           |       |       |       |
|  | Lleida             |                  |                  |                  |   | 1                   | 0                | 1                |                  |                  |  |            |             |             |             |             |           |           |           |       |       |       |
|  | Celta de Vigo      | 1                | 0                | 1                |   |                     |                  |                  |                  |                  |  |            |             |             |             |             |           |           |           |       |       |       |

## Octavos de final

### Ida
| 28 de enero de 1997, 21:30 | Deportivo de La Coruña   | 2:2 (0:1) | Espanyol                    | Riazor, La Coruña,                                              |                                                                 |
|                            | Maikel 81' · Rivaldo 82' |           | Benítez 42' · Răducioiu 58' | Asistencia: 16.800 espectadores Árbitro(s): José Núñez Manrique | Asistencia: 16.800 espectadores Árbitro(s): José Núñez Manrique |

| 29 de enero de 1997, 21:00 | Racing de Santander | 1:0 (0:0) | Athletic Club | El Sardinero, Santander,                                 |                                                          |
|                            | Arpón 89'           |           |               | Asistencia: 13.000 espectadores Árbitro(s): Megía Dávila | Asistencia: 13.000 espectadores Árbitro(s): Megía Dávila |

| 29 de enero de 1997, 21:00 | Rayo Vallecano                | 2:2 (2:1) | Extremadura              | La Peineta, Madrid,                                              |                                                                  |
|                            | Guilherme 23' · Klimowicz 31' |           | Silvani 41' · Pineda 58' | Asistencia: 1.000 espectadores Árbitro(s): Celino Gracia Redondo | Asistencia: 1.000 espectadores Árbitro(s): Celino Gracia Redondo |

| 29 de enero de 1997, 21:00 | Atlético Madrid    | 2:0 (1:0) | Compostela | Vicente Calderón, Madrid,                                           |                                                                     |
|                            | Toni 8' · Kiko 90' |           |            | Asistencia: 15.000 espectadores Árbitro(s): Fernando Carmona Méndez | Asistencia: 15.000 espectadores Árbitro(s): Fernando Carmona Méndez |

| 29 de enero de 1997, 21:00 | Lleida              | 1:1 (1:0) | Celta de Vigo | Camp d'Esports, Lérida,                                    |                                                            |
|                            | Julio Rodríguez 33' |           | Prieto 88'    | Asistencia: 3.500 espectadores Árbitro(s): Mejuto González | Asistencia: 3.500 espectadores Árbitro(s): Mejuto González |

| 29 de enero de 1997, 22:00 | Las Palmas | 0:2 (0:1) | Valencia         | Insular, Las Palmas de Gran Canaria,                                 |                                                                      |
|                            |            |           | Machado 41', 66' | Asistencia: 19.000 espectadores Árbitro(s): José María García-Aranda | Asistencia: 19.000 espectadores Árbitro(s): José María García-Aranda |

| 30 de enero de 1997, 18:30 | Tenerife | 0:2 (0:1) | Real Betis               | Heliodoro Rodríguez López, Santa Cruz de Tenerife,                 |                                                                    |
|                            |          |           | Pier 41' · Kowalczyk 66' | Asistencia: 22.000 espectadores Árbitro(s): Víctor Esquinas Torres | Asistencia: 22.000 espectadores Árbitro(s): Víctor Esquinas Torres |

| 30 de enero de 1997, 21:30 | Barcelona                              | 3:2 (1:1) | Real Madrid            | Camp Nou, Barcelona,                                    |                                                         |
|                            | Ronaldo 13' · Nadal 70' · Giovanni 78' |           | Šuker 16' · Hierro 67' | Asistencia: 95.000 espectadores Árbitro(s): López Nieto | Asistencia: 95.000 espectadores Árbitro(s): López Nieto |

### Vuelta
| 4 de febrero de 1997, 20:30 | Compostela      | 2:3 (2:3) | Atlético de Madrid                | Multiusos de San Lázaro, Santiago de Compostela,         |                                                          |
|                             | Penev 17' , 45' |           | López 6' · Kiko 10' · Biagini 19' | Asistencia: 5.000 espectadores Árbitro(s): Losantos Omar | Asistencia: 5.000 espectadores Árbitro(s): Losantos Omar |

| 5 de febrero de 1997, 20:15 | Athletic Club | 1:1 (0:1) | Racing de Santander | San Mamés, Bilbao,                                                       |                                                                          |
|                             | Urzaiz 82'    |           | Txema 31'           | Asistencia: 42.000 espectadores Árbitro(s): Juan Antonio Fernández Marín | Asistencia: 42.000 espectadores Árbitro(s): Juan Antonio Fernández Marín |

| 5 de febrero de 1997, 20:45 | Espanyol | 0:0 | Deportivo de La Coruña | Sarriá, Barcelona,                                                  |  |
|                             |          |     |                        | Asistencia: 16.000 espectadores Árbitro(s): José Luis Prados García |  |

| 5 de febrero de 1997, 21:00 | Celta de Vigo | 0:0 | Lleida | Balaídos, Vigo,                                               |  |
|                             |               |     |        | Asistencia: 9.000 espectadores Árbitro(s): Iturralde González |  |

| 5 de febrero de 1997, 21:15 | Valencia                                  | 0:2 (0:1) (t. s.)(3:5 p.)  | Las Palmas                                             | Mestalla, Valencia,                                               |                                                                   |
|                             |                                           |                            | Paquito 32' · Orlando 50'                              | Asistencia: 35.000 espectadores Árbitro(s): Rafael Hernanz Angulo | Asistencia: 35.000 espectadores Árbitro(s): Rafael Hernanz Angulo |
|                             |                                           | Tiros desde el punto penal |                                                        |                                                                   |                                                                   |
|                             | - Machado - Cáceres - Iván Campo - Karpin |                            | - Valerón - Paquito - Turu Flores - Víctor - Simionato |                                                                   |                                                                   |

| 5 de febrero de 1997, 21:30 | Real Betis                           | 3:0 (0:0) | Tenerife | Benito Villamarín, Sevilla,                               |                                                           |
|                             | Merino 75' · Bjelica 87' · Cañas 88' |           |          | Asistencia: 28.000 espectadores Árbitro(s): Daudén Ibáñez | Asistencia: 28.000 espectadores Árbitro(s): Daudén Ibáñez |

| 6 de febrero de 1997, 19:30 | Extremadura | 1:2 (1:0) | Rayo Vallecano                | Francisco de la Hera, Almendralejo,                                       |                                                                           |
|                             | Silvani 1'  |           | Guilherme 50' · Klimowicz 90' | Asistencia: 9.000 espectadores Árbitro(s): José Manuel Andradas Asurmendi | Asistencia: 9.000 espectadores Árbitro(s): José Manuel Andradas Asurmendi |

| 6 de febrero de 1997, 21:00 | Real Madrid | 1:1 (0:0) | Barcelona                 | Santiago Bernabéu, Madrid,                             |                                                        |
|                             | Šuker 79'   |           | Roberto Carlos 69' (a.g.) | Asistencia: 110.000 espectadores Árbitro(s): Díaz Vega | Asistencia: 110.000 espectadores Árbitro(s): Díaz Vega |

## Cuartos de final

### Ida
| 26 de febrero de 1997, 20:00 | Real Betis              | 2:0 (1:0) | Rayo Vallecano | Benito Villamarín, Sevilla,                                    |                                                                |
|                              | Sabas 13' · Alfonso 81' |           |                | Asistencia: 18.000 espectadores Árbitro(s): Iturralde González | Asistencia: 18.000 espectadores Árbitro(s): Iturralde González |

| 26 de febrero de 1997, 22:00 | Atlético Madrid         | 2:2 (1:1) | Barcelona       | Vicente Calderón, Madrid,                                   |                                                             |
|                              | Caminero 19' · Kiko 72' |           | Pizzi 43' , 64' | Asistencia: 45.000 espectadores Árbitro(s): Mejuto González | Asistencia: 45.000 espectadores Árbitro(s): Mejuto González |

| 27 de febrero de 1997, 19:30 | Las Palmas | 0:0 | Espanyol | Insular, Las Palmas de Gran Canaria,                        |  |
|                              |            |     |          | Asistencia: 15.000 espectadores Árbitro(s): Ansuátegui Roca |  |

| 27 de febrero de 1997, 21:30 | Racing de Santander | 1:2 (0:1) | Celta de Vigo             | El Sardinero, Santander,                              |                                                       |
|                              | Javi López 66'      |           | Mostovói 44' · Revivo 74' | Asistencia: 18.000 espectadores Árbitro(s): Díaz Vega | Asistencia: 18.000 espectadores Árbitro(s): Díaz Vega |

### Vuelta
| 12 de marzo de 1997, 19:30 | Espanyol   | 1:1 (1:0) | Las Palmas      | Estadio de Sarriá, Barcelona,                          |                                                        |
|                            | Ouédec 43' |           | Turu Flores 47' | Asistencia: 8.300 espectadores Árbitro(s): López Nieto | Asistencia: 8.300 espectadores Árbitro(s): López Nieto |

| 12 de marzo de 1997, 21:30 | Barcelona                                    | 5:4 (0:3) | Atlético de Madrid     | Camp Nou, Barcelona,                                       |                                                            |
|                            | Ronaldo 47', 51', 72' · Figo 67' · Pizzi 81' |           | Pantić 8', 28' 31' 52' | Asistencia: 90.000 espectadores Árbitro(s): Gracia Redondo | Asistencia: 90.000 espectadores Árbitro(s): Gracia Redondo |

| 13 de marzo de 1997, 20:00 | Celta de Vigo | 1:0 (0:0) | Racing de Santander | Balaídos, Vigo,                                             |                                                             |
|                            | Ratković 80'  |           |                     | Asistencia: 20.000 espectadores Árbitro(s): Fernández Marín | Asistencia: 20.000 espectadores Árbitro(s): Fernández Marín |

| 13 de marzo de 1997, 22:00 | Rayo Vallecano | 1:2 (0:0) | Real Betis            | Nuevo Estadio de Vallecas, Vallecas,                     |                                                          |
|                            | Guilherme 65'  |           | Olías 28' · Cañas 90' | Asistencia: 4.000 espectadores Árbitro(s): Daudén Ibáñez | Asistencia: 4.000 espectadores Árbitro(s): Daudén Ibáñez |

## Semifinales

### Ida
| 25 de marzo de 1997, 21:30 | Real Betis  | 1:0 (0:0) | Celta de Vigo | Benito Villamarín, Sevilla,                                          |                                                                      |
|                            | Bjelica 71' |           |               | Asistencia: 28.000 espectadores Árbitro(s): José María García-Aranda | Asistencia: 28.000 espectadores Árbitro(s): José María García-Aranda |

| 26 de marzo de 1997, 22:00 | Las Palmas | 0:4 (0:1) | Barcelona                                     | Insular, Las Palmas de Gran Canaria,                  |                                                       |
|                            |            |           | Ronaldo 44', 77' · Pizzi 56' · De la Peña 75' | Asistencia: 23.000 espectadores Árbitro(s): Díaz Vega | Asistencia: 23.000 espectadores Árbitro(s): Díaz Vega |

### Vuelta
| 2 de abril de 1997, 21:30 | Celta de Vigo | 1:1 (1:0) | Real Betis   | Balaídos, Vigo,                                                    |                                                                    |
|                           | Ratković 33'  |           | Trujillo 87' | Asistencia: 33.000 espectadores Árbitro(s): Víctor Esquinas Torres | Asistencia: 33.000 espectadores Árbitro(s): Víctor Esquinas Torres |

| 3 de abril de 1997, 21:30 | Barcelona                                  | 3:0 (2:0) | Las Palmas | Camp Nou, Barcelona,                                        |                                                             |
|                           | Junyent 14' · Luis Enrique 28' · Couto 65' |           |            | Asistencia: 35.000 espectadores Árbitro(s): Ansuátegui Roca | Asistencia: 35.000 espectadores Árbitro(s): Ansuátegui Roca |

## Final
| 28 de junio de 1997, 21:00 CET | F. C. Barcelona            | 3:2 (1:1) (t. s.) | Real Betis               | Santiago Bernabéu, Madrid,                                  |                                                             |
|                                | Figo 45', 115' · Pizzi 85' | Reporte           | Alfonso 11' · Finidi 82' | Asistencia: 82,498 espectadores Árbitro(s): Ansuátegui Roca | Asistencia: 82,498 espectadores Árbitro(s): Ansuátegui Roca |

| 1  | POR | Vítor Baía         |     |
| 2  | DEF | Albert Ferrer      | 84' |
| 3  | DEF | Abelardo Fernández |     |
| 24 | DEF | Fernando Couto     |     |
| 12 | DEF | Sergi Barjuán      |     |
| 4  | MED | Pep Guardiola      |     |
| 23 | MED | Iván de la Peña    | 99' |
| 7  | MED | Luis Figo          |     |
| 21 | MED | Luis Enrique       |     |
| 8  | MED | Hristo Stoichkov   | 66' |
| 19 | DEL | Juan Antonio Pizzi |     |
| DT | DT  | Bobby Robson       |     |

| 1  | POR | Pedro Jaro           |     |
| 2  | DEF | Jaime Quesada        |     |
| 14 | DEF | Roberto Ríos         |     |
| 21 | DEF | Hristo Vidaković     |     |
| 6  | DEF | Juan Merino          | 65' |
| 25 | MED | Finidi George        |     |
| 10 | MED | Juanjo Cañas         | 71' |
| 7  | MED | Alexis Trujillo      |     |
| 12 | MED | Albert Nađ           | 85' |
| 17 | DEL | Robert Jarni         |     |
| 11 | DEL | Alfonso Pérez        |     |
| DT | DT  | Lorenzo Serra Ferrer |     |

| 17 | MED | Emmanuel Amunike | 66' |
| 16 | MED | Óscar García     | 84' |
| 5  | DEF | Gheorghe Popescu | 99' |

| 4  | DEF | Juan Ureña           | 65' |
| 15 | DEL | Pier Luigi Cherubino | 71' |
| 20 | DEF | Tomás Olías          | 85' |

|  | 45'  | Luis Figo          | 1-1 |
|  | 85'  | Juan Antonio Pizzi | 2-2 |
|  | 115' | Luis Figo          | 3-2 |

|  | 11' | Alfonso Pérez | 0-1 |
|  | 82' | Finidi George | 1-2 |

|  | 41' | Luis Figo       |
|  | 54' | Albert Ferrer   |
|  | 72' | Iván de la Peña |

|  | 14' | Albert Nad      |
|  | 26' | Alexis Trujillo |
|  | 77' | Jaime Quesada   |
|  | 89' | Finidi George   |

| Árbitro: | Juan Ansuátegui Roca |

| 1  | POR | Vítor Baía         |     |
| 2  | DEF | Albert Ferrer      | 84' |
| 3  | DEF | Abelardo Fernández |     |
| 24 | DEF | Fernando Couto     |     |
| 12 | DEF | Sergi Barjuán      |     |
| 4  | MED | Pep Guardiola      |     |
| 23 | MED | Iván de la Peña    | 99' |
| 7  | MED | Luis Figo          |     |
| 21 | MED | Luis Enrique       |     |
| 8  | MED | Hristo Stoichkov   | 66' |
| 19 | DEL | Juan Antonio Pizzi |     |
| DT | DT  | Bobby Robson       |     |

| 1  | POR | Pedro Jaro           |     |
| 2  | DEF | Jaime Quesada        |     |
| 14 | DEF | Roberto Ríos         |     |
| 21 | DEF | Hristo Vidaković     |     |
| 6  | DEF | Juan Merino          | 65' |
| 25 | MED | Finidi George        |     |
| 10 | MED | Juanjo Cañas         | 71' |
| 7  | MED | Alexis Trujillo      |     |
| 12 | MED | Albert Nađ           | 85' |
| 17 | DEL | Robert Jarni         |     |
| 11 | DEL | Alfonso Pérez        |     |
| DT | DT  | Lorenzo Serra Ferrer |     |

| 17 | MED | Emmanuel Amunike | 66' |
| 16 | MED | Óscar García     | 84' |
| 5  | DEF | Gheorghe Popescu | 99' |

| 4  | DEF | Juan Ureña           | 65' |
| 15 | DEL | Pier Luigi Cherubino | 71' |
| 20 | DEF | Tomás Olías          | 85' |

|  | 45'  | Luis Figo          | 1-1 |
|  | 85'  | Juan Antonio Pizzi | 2-2 |
|  | 115' | Luis Figo          | 3-2 |

|  | 11' | Alfonso Pérez | 0-1 |
|  | 82' | Finidi George | 1-2 |

|  | 41' | Luis Figo       |
|  | 54' | Albert Ferrer   |
|  | 72' | Iván de la Peña |

|  | 14' | Albert Nad      |
|  | 26' | Alexis Trujillo |
|  | 77' | Jaime Quesada   |
|  | 89' | Finidi George   |

| Árbitro: | Juan Ansuátegui Roca |

|                     |
| Bandera de Cataluña |
| Campeón             |
| F. C. Barcelona     |
| 23.º título         |